# Хорњани
Хорњани (слч. Horňany) насељено је мјесто са административним статусом сеоске општине (слч. obec) у округу Тренчин, у Тренчинском крају, Словачка Република.

## Становништво
| Година:    | 1994. | 2004.   | 2014.    | 2024.   |
| ---------- | ----- | ------- | -------- | ------- |
| Број људи: | 384   | 399     | 451      | 427     |
| Разлика:   |       | +3,90 % | +13,03 % | -5,32 % |

| Година:    | 2023. | 2024.   |
| ---------- | ----- | ------- |
| Број људи: | 424   | 427     |
| Разлика:   |       | +0,70 % |

Према подацима о броју становника из 2024. године насеље је имало 427 становника.